# Arrondissement Valence
Arrondissement Valence (fr. Arrondissement de Valence) je správní územní jednotka ležící v departementu Drôme a regionu Rhône-Alpes ve Francii. Člení se dále na 16 kantonů a 132 obcí.

## Kantony
- Bourg-de-Péage
- Bourg-lès-Valence
- Chabeuil
- Le Grand-Serre
- Loriol-sur-Drôme
- Portes-lès-Valence
- Romans-sur-Isère-1
- Romans-sur-Isère-2
- Saint-Donat-sur-l'Herbasse
- Saint-Jean-en-Royans
- Saint-Vallier
- Tain-l'Hermitage
- Valence-1
- Valence-2
- Valence-3
- Valence-4